# VK (компания)
VK («вэ-ка́»; до 12 октября 2021 года — Mail.ru Group, до 2010 года — Digital Sky Technologies) — российская инвестиционная технологическая корпорация, основанная в 1998 году.
Активы VK — социальные сети: «ВКонтакте», «Одноклассники» и «Мой мир@Mail», почтовый сервис Почта Mail, мессенджеры: «Max», «VK Мессенджер» и «ТамТам», сервис объявлений «Юла», поисковая система «Поиск Mail», платформа по созданию интерактивного видео «Movika» и другие. VK также принадлежит ряд образовательных онлайн-платформ: Skillbox, Geekbrains, SkillFactory, а также сервис «Учи.ру». VK занимается разработкой голосового помощника «Маруся», а также умных колонок — «VK Капсула». В апреле 2022 года купила Дзен и Дзен. Новости, которые раньше принадлежали Яндексу.
В рамках совместного предприятия с китайской Alibaba Group, «Мегафон» и РФПИ компания развивала российский сегмент маркетплейса AliExpress.
12 октября 2021 года Mail.ru Group объявила о ребрендинге, компания получила название VK.
В декабре 2021 года стало известно о том, что USM Group Алишера Усманова выходит из капитала VK — холдинг продаёт долю компании в 57,3 % группе «Согаз». Также было объявлено о смене руководства компании — вместо Бориса Добродеева холдинговую компанию возглавил сын Сергея Кириенко — Владимир Кириенко, занимавший до этого пост первого замглавы «Ростелекома».

## История

### Port.ru (1998—2001)
Почтовая служба Mail.ru была разработана в 1997—1998 годах для внутренних задач американской софтверной компании DataArt, основанной российским эмигрантом Евгением Голандом. Прообраз почтового сервиса — скрипт, упрощающий создание корпоративных почтовых ящиков, разработал Алексей Кривенков в нью-йоркском офисе компании. Когда Кривенков перешёл в петербургский «продакшн» DataArt, Дмитрий Андрианов добавил к интерфейсу управления почтовыми ящиками возможность просмотра почты. Вдохновлённые сделкой по покупке почтовой службы Hotmail корпорацией Microsoft по оценке в 400—500 миллионов долларов, программисты предложили Голанду создать публичный сервис, используя разработанный ими код и принадлежащее их знакомым доменное имя mail.ru. Недавний выход на IPO испанского стартапа Starmedia убедил руководство DataArt в возможности успеха технологической компании вне американского рынка, идея Кривенкова и Андрианова получила одобрение, и почтовая служба была запущена в тестовом режиме.
Mail.ru начал быстро расти, и для его развития в штате Делавэр была зарегистрирована компания Port.ru, которую возглавили Голанд, Кривенков и Андрианов. Представив бизнес-модель, предполагающую быстрый рост стоимости компании, Port.ru в августе 1999 года привлёк 940 тысяч долларов от пула инвесторов, в который вошли частные венчурные капиталисты и Balestra Capital Management. Оценка компании составила 4,7 миллиона долларов. В декабре 1999 года компания получила 2,5 миллиона инвестиций в раунде, синдицированном управляющей компанией Американо-российского инвестиционного фонда «Дельта-капитал» при оценке в 27,5 миллиона долларов. По разным оценкам, в 1999—2000 годах Port.ru привлёк в совокупности до 15 миллионов долларов инвестиций в четырёх раундах.
Помимо почтовой службы компания развивала ряд информационных сервисов, среди которых были служба виртуальных открыток Postcards.Mail.ru, служба почтовых рассылок List.Mail.ru, новостной сайт News.Port.ru, рейтинг Rating.Port.ru, каталог «Top200.Ru — Лучшие сайты Рунета», музыкальный сервис Music.ru, онлайн-органайзер Base.Ru, торговая система Torg.ru, издание Internet.ru, форум Talk.ru, туристский сайт Travel.ru, игровой сайт Gameport.ru, рекрутинговая служба Rabota.ru, альтернативный почтовый проект Inbox.ru и сайт об автомобилях Autoport.ru. Всё программное обеспечение для проектов Port.ru разрабатывал и поддерживал DataArt.
Port.ru развивался на инвесторские средства и планировал использование рекламной модели. В частности, для привлечения аудитории Port.ru принял участие в совместном с Intel размещении на телевидении рекламных роликов. Однако лопнувший Пузырь доткомов показал несостоятельность бизнес-модели компании, ориентированной на поддержку множества интернет-ресурсов под разными брендами. Не имея возможности привлечь инвестиции Port.ru пробовал развивать совместные проекты, например, сервис электронных кошельков совместно с МТС и службу интернет-трейдинга вместе с инвестиционно-банковской группой «НИКойл». Так или иначе эксперименты не сделали компанию рентабельной.
В августе-сентябре 2000 года из-за разногласий с остальными акционерами компанию покинул Алексей Кривенков, выступавший за фокусировку компании на развитии основного актива. Он также продал принадлежавшие ему 20 % акций Port.ru. В октябре из-за отсутствия ресурсов на воплощение задуманной стратегии были уволены Андрей Табуринский, отвечавший за направление электронной коммерции, и Никита Корзун, ответственный за развитие портала Mail.ru. Израсходовав инвестиции, компания начала поиски стратегического партнёра, которым стал другой русскоязычный дотком — холдинг NetBridge.

### NetBridge (1998—2001)
В 1999 году Юрий Мильнер, генеральный директор инвестиционной компании «Альянс-Менатеп», входившей в группу «Менатеп» Михаила Ходорковского, инициировал создание компании для переноса в Рунет успешных бизнес-моделей американского интернет-бизнеса. Вдохновением для Мильнера послужил отчёт аналитика «Morgan Stanley» Мэри Микер о состоянии и перспективах технологического предпринимательства, основанными на экономике масштаба и развитии пользовательского контента. За инвестициями Мильнер обратился к Григорию Фингеру, возглавлявшему российское отделение американского инвестиционного фонда New Century Holdings. Фонд согласился предоставить 4,5 миллиона долларов инвестиций при условии, что Мильнер и Фингер вложат в проект по 750 тысяч долларов личных средств. Те согласились, и компания NetBridge была учреждена в том же году. В 2000 году в число инвесторов вошёл глава совета директоров концерна «Нефтяной» Игорь Линшиц, вложивший 1 миллион долларов.
Первыми проектами компании стали созданный по образу Amazon интернет-магазин 24x7.ru и служба открыток MirYmir.ru. В 1999 году Мильнер обратился к руководившему компанией CompTek Аркадию Воложу с предложением совместного запуска проектов. К декабрю силами разработчиков CompTek были запущены интернет-аукцион Molotok.ru и бесплатный веб-хостинг Narod.ru, копирующие американские eBay и GeoCities. В феврале следующего года Мильнер предложил Воложу продать контрольный пакет Яндекса, но получил отказ. После этого компании разделили совместные активы и прекратили сотрудничество. CompTek достался Narod.ru, а NetBridge — Molotok.ru. Весной 2000 года NetBridge купила развлекательный сайт Fomenko.ru у его создателя Андрея Кравченко. В апреле 2000 года был запущен бесплатный веб-хостинг Boom.ru. В мае NetBridge за 5 миллионов долларов приобрела созданную Германом Клименко компанию, владеющую интернет-каталогом List.ru, развлекательным сайтом bk.ru («Быки и коровы»), рейтингом сайтов Top.list.ru, службой рассылок Content.ru и почтовой службой Qmail.ru.
Кризис доткомов лишил компанию возможности привлечь дополнительные средства. В ноябре 2000 года NetBridge была вынуждена сократить 50 из 120 сотрудников. Однако ещё оставались инвесторские деньги, что стало подспорьем на переговорах с Port.ru.

### Mail.ru (2001—2010)
Объединение Port.ru и NetBridge
К февралю 2001 года Port.ru и Netbridge достигли принципиального соглашения о слиянии. План изменений был разработан Мильнером, Голандом и исполнительным директором Port.ru Сергеем Шестаковым.
В рамках снижения административных расходов объединённая компания сократила избыточный штат. Помимо 100 рядовых сотрудников компании, был уволен практически весь менеджмент старого Port.ru. В компании остались руководители ключевых проектов порталов: отвечавший за Почту Mail.ru Андрей Василевский, художественный руководитель портала Mail.ru Михаил Константинов, менеджер проектов Talk.ru, Chat.Talk.ru, Top200.ru, Ruki.ru и Rabota.ru Дмитрий Степанов и технический директор Виктор Лавренко. Менеджмент NetBridge, напротив, получил сильные позиции в руководстве объединённой компании. Евгений Голанд стал президентом компании и главой совета директоров, а Юрий Мильнер получил должность генерального директора и оперативное управление.
Объединённая компания сохранила юридическое наименование Port.ru, а в качестве единого бренда рассматривала List.ru и Internet.ru, но остановилась на названии самого ценного актива — почтовой службы Mail.ru. Большая часть проектов в результате ребрендинга стала частью портала Mail.ru. Например, Boom.ru стал Хостингом Mail.ru, а List.ru — Каталогом Mail.ru. Уникальные названия сохранили Fomenko.ru и Molotok.ru, имевшие отличную от «мейловской» аудиторию и высокую посещаемость.
Сокращая расходы на поддержку существующих сервисов, Мильнер принял решение прекратить сотрудничество с внешним разработчиком — DataArt. Приносивший убытки интернет-магазин 24x7.ru был передан в оперативное управление холдиноговой компании eHouse. За счёт сокращений, отказа от нерентабельных активов и объединения проектов под общим брендом Мильнеру удалось сократить расходы компании на 80 % и вывести её на окупаемость. Побочным эффектом стало формирование единой рекламной площадки, первыми клиентами которой стали западные технологические компании, в числе которых оказался Microsoft.
Изменения структуры собственности
Мильнер и Фингер постепенно купили доли всех основателей Port.ru, включая долю Евгения Голанда, отошедшего от дел и продавшего свою часть компании в 2003 году.
В 2002—2003 годах в результате непубличной сделки концерн «Нефтяной» вошёл в число инвесторов Mail.ru, а Юрий Мильнер возглавил управляющую компанию «Нефтяного». Концерн недолго оставался совладельцем портала — его долю и долю New Century Holdings до конца года совместно купили Мильнер и Фингер. Должность председателя правления концерна «Нефтяной» Мильнер оставил спустя год, уступив кабинет Борису Немцову. Другой сделкой 2003 года стало приобретение доли в компании американским хедж-фондом Tiger Global Management. В первые годы существования Mail.ru в капитал Mail.ru вошёл инвестор Михаил Винчель, но в дальнейшем он не принимал участия в управлении компанией.
В начале 2007 года у Mail.ru появился крупный совладелец. Портал стал первым российским активом южноафриканской медиагруппы Naspers, купившей 30 % Mail.ru у структуры Мильнера и Фингера Digital Sky Technologies и Tiger Global Management в сделке, организованной банком «Ренессанс Капитал». По итогам сделки на 165 миллионов долларов у каждой из трёх компаний оказался блокирующий пакет, но ни одна не имела прямого контроля над Mail.ru. Организатором соглашения выступил банк. В декабре того же года Naspers приобрёл дополнительные 2,6 % Mail.ru за 26 миллионов долларов, зафиксировав оценку компании на 1 миллиарде долларов.
В 2007 году британская компания QXL Ricardo, специализировавшаяся на управлении онлайн-аукционами, приобрела 30 % Molotok.ru и опцион на увеличение доли до 51 %. Mail.ru получила около 3 миллионов долларов — 1,5 миллиона долларов наличных средств, 1 миллион лицензионных отчислений за программное обеспечение и около миллиона, указанных в сделке как «другие расходы». Впоследствии QXL Ricardo был переименован в Tradus и в этом качестве приобретён Naspers за 1,5 миллиарда долларов.
Tiger Global Management планировал зафиксировать прибыль в 2008 году и инициировал подготовку Mail.ru (а именно юридического лица Port.ru LLC) к первичному публичному предложению. Это расходилось с намерениями остальных акционеров. В июне 2008 года Digital Sky Technologies купил у Tiger 14,55 % Mail.ru. В результате Digital Sky Technologies восстановил контрольный пакет, объединив 50,55 % Mail.ru. Вторая покупка доли Tiger Capital Management прошла в декабре 2008 года: Digital Sky Techologies приобрёл 7 % компании, Naspers — 10 %.
Доля Naspers размылась с 42 % до 39 % во время слияния Mail.ru и Astrum Online Entertainment осенью 2009 года. Для предотвращения дальнейшего размытия актива южноафриканский холдинг дополнительно проинвестировал в Mail.ru 771 миллион рублей.
Развитие портала и сервисов
Mail.ru последовательно расширял пул проектов под собственным брендом. Продав непрофильный Travel.ru владельцу «Магазина горящих путёвок» Андрею Озолиню в 2003 году, портал расширился тематическим проектом о путешествиях и отдыхе Путешествия Mail.ru.
В 2004 году открылась служба поиска по объявлениям о продаже и аренде жилой недвижимости Недвижимость Mail.ru, в 2005 году открылись сайт о городских событиях и досуге Афиша Mail.ru, проект для женщин Леди Mail.ru и автомобильный раздел Авто Mail.ru.
В ноябре 2005 Mail.ru запустил собственную службу электронных дневников Блоги Mail.ru.
Среди других запущенных в 2003—2005 годах проектов:
служба онлайн-перевода электронных писем, основанная на технологии сервиса Translate.ru;
сайт для публикаций любовных признаний Весна Mail.ru; информационный раздел сайта Авто Mail.ru, разработанный совместно с ГИБДД, агрегатор сведений из энциклопедий и толковых словарей Энциклопедии Mail.ru;
разработанный совместно с Лабораторией Касперского информационный сайт о компьютерной безопасности Защита Mail.ru.
Весной 2003 года компания выпустила Агент Mail.ru, первоначально — агрегатор контента, предоставлявший пользователю сведения из новостного раздела, прогноз погоды, гороскоп и другую информацию портала. Уже летом того же года в «Агенте» появились уведомления о новых письмах, поступающих в почтовый ящик Mail.ru. В ноябре 2003 года в приложении появилась функция мгновенного обмена сообщениями. В 2006 году приложение расширилось службой голосовых звонков, разработанной совместно с оператором связи «Арктел». В поиске партнёра для выхода на российский рынок к Mail.ru в 2005 году обращались представители ICQ, но компания предпочла развивать собственный продукт.
В сентябре 2005 года под брендом Mail.ru начала работу платёжная система Деньги Mail.ru. Отличием от существовавших на рынке Яндекс. Денег и WebMoney была работа через браузер без установки клиентского приложения.
Кроме того, с середины 2003 года Mail.ru начала развивать поисковое направление портала, включившись в конкуренцию с Яндексом. Компания прекратила использование поисковой машины Рамблера и приобрела лицензию на поисковый движок WebSearch компании Google. В поисковой выдаче появились контекстные объявления, размещённые через интернет-агентство «Бегун».
Срок действия контракта на использование поисковой машины Google истёк в конце 2005 года. Mail.ru был недоволен низкой популярностью поиска от Google в России и низкими доходами от рекламы в поисковой выдаче. За 2005 год Директ принёс Яндексу 25 миллионов долларов, а доходы Mail.ru от контекстной рекламы составили один миллион. В январе 2006 года Mail.ru договорился с Яндексом об использовании поисковой системы российской компании и сменил рекламную службу «Бегуна» на Яндекс. Директ.
В апреле 2006 года Mail.ru представил возможность поиска по русскоязычным WAP-ресурсам, а летом 2007 года, не отказываясь от сотрудничества с Яндексом, запустил собственную поисковую систему GoGo.ru с расширенными настройками поиска по ресурсам портала, возможностью исключить из выдачи коммерческие или информационные ресурсы, поиском по форумам и блогам. Поисковый механизм разработала команда программистов под руководством Михаила Костина, написавшего код поисковой системы «Апорт».
Однако к концу 2009 года развитие поискового направления Mail.ru привело к конфликту интересов с Яндексом и тот потребовал от портала брендирования поисковой строки. Компании прекратили сотрудничество, и Mail.ru вернулся к поисковой машине Google, а в качестве службы размещения контекстной рекламы использовал Google AdSense.
В августе 2006 года под брендом Mail.ru заработала служба вопросов и ответов Ответы Mail.ru. В октябре — видеохостинг Видео Mail.ru. В декабре 2007 года Mail.ru стал партнёром школьного портала Portalschool.ru, задуманного Федеральным агентством по образованию как домашняя страница всех подключённых к Сети школьных компьютеров. Компания предоставила проекту Рособразования поисковую службу, электронную почту и блог-платформу. Во второй половине 2008 года Mail.ru в рамках стратегии развития коммуникационных веб-сервисов приобрёл у инвестиционного холдинга ФИНАМ 30 % службы знакомств Mamba.ru.
Осенью 2008 года Mail.ru была ответчиком по искам ВГТРК в Арбитражном суде Москвы о нарушении авторских прав на видеозаписи, загруженные пользователями на видеохостинг Mail.ru. В ноябре стороны пошли на мировое соглашение и договорились о «легализации» контента и разделении доходов от ротации рекламных роликов в принадлежащих ВГТРК видеозаписях.
В декабре 2008 года Mail.ru учредила дочернюю компанию «Mail.ru Украина» и открыла офис в Киеве. Его основной задачей стали переговоры о размещении контекстной и медийной рекламы украинскими компаниями.

### Digital Sky Technologies (2005—2010)
Фонд Digital Sky Technologies (DST) был основан Юрием Мильнером и Григорием Фингером в 2005 году. Как и NetBridge, DST совместил функции инвестиционного фонда и инкубатор для перспективных технологических компаний. Акционеры консолидировали в новой структуре свои доли Mail.ru, получив в последней контрольный пакет — 52 %.
В 2007 году акционером Digital Sky Technologies стал банк «Ренессанс Капитал», который приобрёл 5 % фонда через управляющую компанию Renaissance Private Equity. Впоследствии управляющая компания была продана фонду «Эльбрус капитал», а тот зафиксировал прибыль, продав свою долю в 2010 году. А летом 2008 года владельцем 35 % Digital Sky Technologies стал предприниматель Алишер Усманов, владеющий издательским домом «Коммерсантъ» и долей в SUP Media. В 2008 году Мильнер пригласил на роль партнёра Digital Sky Technologies бывшего исполнительного директора Goldman Sachs Александра Тамаса. В конце 2009 года четвёртым партнёром фонда стал Верди Исраелян, бывший инвестиционный банкир Goldman Sachs и Morgan Stanley.
С 2005 по 2010 год Digital Sky Technologies провёл более 30 инвестиционных сделок. В феврале 2007 года были куплены «HeadHunter» у «РБК» в феврале 2007 года. Тогда же фонд получил долю в компании «Интернет-проекты», управляющей службой рассылок Subscribe.ru (инвестраунд был синдицирован с инвестгруппой «Русские фонды»). В том же году Digital Sky Techologies совместно с «Русскими фондами» приобрёл украинскую поисковую систему Meta.ua, а затем соинвестировал в российскую Nigma.ru. Среди других активов компании упоминались доли в Futurico, управляющей сообществами Хабрахабр, рекрутинговом сайте Free-lance.ru, контрольный пакет в управляющей компании Денег Mail.ru, доля в управляющей платёжной системой QIWI компании «Объединённая система моментальных платежей» доли в платёжной системе Express Gold, рекламной компании «Директ контакт», рекламной сети AdRiver, службах блогов Diary.ru и Noname.ru, бирже ссылок Sape.ru, доля в компании OE Investments и её активах — производителе фискальных регистраторов для платёжных терминалов «Пэй киоск», операторе электронных лотерей «Лото мастер» и процессинговой системе для лотерей «Лото интегратор».
Важным направлений инвестиций стали социальные сети. В 2007 году Digital Sky Technologies вошёл в капитал «ВКонтакте» и к 2010 году консолидировал 24,99 % компании. В 2008 году фонд Мильнера получил контроль над российской социальной сетью «Одноклассники», латвийской One.lv, литовской One.lt и польской Nasza-klasa.pl, консолидировав 75 % в управляющей ими латвийской компании Forticom.
Одним из наиболее доходных приобретений Digital Sky Technologies стали компании-разработчики многопользовательских онлайн-игр. С 2005 по 2007 год Мильнер получил контрольные пакеты в Nival Online, IT Territory, TimeZero, NIKITA.Online и убедил их менеджмент объединить компании в холдинг Astrum Online Entertainment, занявший около 45 % рынка. В 2008 году в холдинг вошёл ещё один актив Мильнера — Dark Joker Games.
Вместе с тем Мильнеру был интересен американский рынок. Через инвестиционный банк Goldman Sachs, имевший долю в Digital Sky Technologies, он добился встречи сначала с финансовым директором Facebook Гидеоном Ю, а затем с Марком Цукербергом. Facebook искал покупателя небольшого пакета акций для обеспечения «подушки безопасности» в условиях экономической нестабильности, и Мильнер предложил бо́льшую оценку, чем прочие потенциальные инвесторы, и отказался от места в совете директоров и других инструментов влияния на компанию. 26 мая 2009 года соглашение о продаже 1,96 % социальной сети за 200 миллионов долларов было достигнуто. За последовавший год Мильнер увеличил долю в Facebook до 10 %. В декабре 2009 года Digital Sky Technologies синдицировал раунд инвестиций в крупнейшего в мире разработчика игр для социальный сетей Zynga. Около половины из 180 миллионов долларов внёс Digital Sky Technologies, остальные — Institutional Venture Partners, Andreessen Horowitz и Tiger Global Management. В апреле 2010 года Digital Sky Technologies возглавил синдицированный с американским фондом Battery Ventures раунд инвестиций в купонный сервис Groupon.

### Mail.ru Group (2010)
Подготовка к IPO
Изменения в составе собственников Digital Sky Technologies в 2010 году и создание Mail.ru Group были частью подготовки к первичному публичному предложению компании. Сперва в апреле 2010 года Digital Sky Technologies провела дополнительную эмиссию для сделки с китайским холдингом Tencent, который приобрёл 10,26 % Digital Sky Technologies за 300 миллионов долларов, обеспечив компании независимую оценку в 3 миллиарда долларов. Летом 2010 года Digital Sky Technologies консолидировала 99,9 % Mail.ru, купив доли остальных собственников компании. По условиям сделки Naspers внёс 39,3 % Mail.ru и 388 миллионов долларов за передачу 28,7 % Digital Sky Technologies своей дочерней компании — Myriad International Holding B.V. Свои доли в Mail.ru конвертировали в доли в Digital Sky Technologies и миноритарные акционеры. Среди них были Дмитрий Гришин, получивший 3 % Mail.ru по опциону, и основатели Astrum Online Entertainment Оценка Mail.ru в составе Digital Sky Technologies была зафиксирована на отметке 1,2 миллиарда долларов. Кроме того, в августе 2008 года Digital Sky Technologies получил полный контроль над социальной сетью «Одноклассники», убедив основателя сервиса Альберта Попкова продать свою двадцатипроцентную долю, которая вместе с активами Forticom обеспечила Digital Sky Technologies 100 % «Одноклассников».
В сентябре руководство Digital Sky Technologies объявило о разделении операционного и инвестиционного направлений бизнеса. Операционные активы и доли в российских и украинских компаниях перешли созданному на основе Digital Sky Technologies холдингу Mail.ru Group. Кроме того, холдинг получил мессенджер ICQ, 2,4 % Facebook, 5,13 % Groupon и 1,5 % Zynga — доли в этих активах, купленные на деньги консорциума инвесторов Digital Sky Technologies. Новообразованный фонд DST Global получил доли в этих компаниях, приобретённые на средства Алишера Усманова.
IPO Mail.ru Group
5 ноября 2010 года Mail.ru Group провела размещение глобальных депозитарных расписок (IPO) на Лондонской фондовой бирже. На роль организаторов IPO холдинг выбрал банки «Goldman Sachs», «Morgan Stanley», «JPMorgan» и «ВТБ капитал». Предподписка на ценные бумаги компании превысила предложение в 20 раз и те были куплены по верхней границе заявленного ценового диапазона — по 27,7 долларов за расписку. В рамках торгов 29,89 миллионов акций продали Юрий Мильнер, Григорий Фингер, Михаил Винчель, фонды Tiger Global Management, Quorum и «Эльбрус капитал», банк Goldman Sachs и менеджеры компании, 3,03 миллиона акций продала сама Mail.ru Group. Объём размещения составил 912,04 миллиона долларов за 17 % акций, таким образом капитализация Mail.ru Group достигла 5,71 миллиардов долларов. Накануне начала безусловных торгов банки-организаторы дополнительно разместили на бирже 3,292 миллиона GDR, увеличив объём акций в обращении с 17 до 18,4 %. Общая выручка составила 1,003 миллиарда долларов, 92 миллиона из которых получила сама Mail.ru Group. Часть этих средств была направлена на увеличение доли Mail.ru Group в социальной сети «ВКонтакте» с 24,99 % до 32,49 %. Компания также получила опцион на покупку 7,5 % в следующем году.
От продажи акций отказались основные акционеры компании — Алишер Усманов и холдинг Naspers.
После успешного первичного публичного предложения Mail.ru Group «Ведомости» отметили вклад Мильнера в рост компании статусом бизнесмена года. Эксперты, опрошенные российским Forbes, единогласно поставили Мильнера на первое место в списке 30 людей, определяющих лицо российского интернета — за ним последовали Аркадий Волож и Павел Дуров.

### Mail.ru Group (2010—2021)

#### 2011
В январе Mail.ru Group сообщил о начале продажи таргетированной рекламы на экранах почты, поиска и страницах социальной сети «Мой Мир». Были озвучены планы таргетирования рекламы в «Одноклассниках» по указанной на личных страницах информации — возрасту, полу, месту проживания, интересам. В апреле стало известно, что Mail.ru Group удалось переманить из интернет-агентства «Бегун» трёх руководителей: генерального директора и одного из основателей компании Алексея Басова, директора по продуктам Михаила Козлова и технического директора Дмитрия Кирноценского. Басов возглавил работу над развитием платформы таргетированной рекламы.
В апреле компания открыла протокол передачи данных ICQ для сторонних разработчиков. Создатели некоммерческих продуктов получили возможность использовать протокол при соблюдении ряда правил, запрещающих рассылку спама, извлечение сведений из каталогов и баз данных ICQ и введение пользователей в заблуждение. Коммерческим сервисам было предложено лицензионное соглашение, регламентирующее размещение рекламы в приложении и иные способы монетизации.
В июне Mail.ru прекратили приём «Яндекс. Денег» для оплаты онлайн-игр и встроенных покупок, представив пользователям на выбор Деньги Mail.ru, Qiwi-кошелёк, оплату через PayPal и со счёта мобильного телефона. Руководство платёжной службы Яндекса назвала случившееся «приёмом конкурентной борьбы», а участники рынка связали решение Mail.ru Group с высокой комиссией, которую «Яндекс. Деньги» взимает за обработку платежей.
На финансовых результатах за первое полугодие положительно отразилось прекращение сотрудничества Mail.ru Group с консалтинговой компанией Юрия Мильнера DST Advisors. Кроме того, в 2011 году компания наладила централизованное управление технической инфраструктурой и сосредоточила большую часть оборудования в собственном дата-центре. В декабре компания открыла внутренний бизнес-инкубатор для интернет-проектов, не связанных с её основными активами. Первым резидентом инкубатора стала служба микроблогов «Футубра», разработанной командой из 20 программистов под руководством Алексея Терехова, основателя и руководителя Платформы Mail.ru — API для социальных сервисов, плагинов, настольных и мобильных приложений. Релиз «Футубры» прошёл в январе 2012 года.
В июле Mail.ru Group реализовала опцион на покупку 7,5 % «ВКонтакте», увеличив свою долю с 32,49 % до 39,99 %. В декабре Mail.ru Group полностью арендовала у застройщика «Галс-девелопмент» башню А бизнес-центра SkyLight, расположенного на Ленинградском проспекте Москвы. Соглашение о долгосрочной аренде офисного пространства площадью 29 932 м² и пятиэтажной подземной парковки стала крупнейшей сделкой на рынке офисной недвижимости Москвы.

#### Смена акционеров
В мае, накануне объявления о первичном публичном предложении Яндекса группа акционеров Mail.ru Group — Tiger Global Management, Юрий Мильнер и другие основатели и топ-менеджеры — расторгли шестимесячное соглашение о запрете продажи акций после IPO, до истечения которого оставалось 12 дней, и продали на бирже 6,65 % расписок компании за 450,6 млн долларов. После этого участники сделки подписали c J.P. Morgan и «ВТБ Капитал» новое соглашение сроком на три месяца. Остаток принадлежащих ему акций Юрий Мильнер продал в сентябре. До конца года в число владельцев ценных бумаг Mail.ru Group вошли фонды под управлением T. Rowe Price, купившие 2,08 % компании, и инвестиционная группа Capital Group, получившая 1,47 % уставного капитала. Наконец, в октябре Mail.ru Group объявил о покупке депозитарных расписок на сумму 35 миллионов долларов для вознаграждения участников четырёхлетней опционной программы, объявленной в рамках первичного публичного предложения.

#### 2012
В марте число акционеров Mail.ru Group покинул Михаил Винчель, инвестировавший в Digital Sky Technologies на ранних этапах существования фонда, но никогда не принимавший участия в оперативном управлении. Размытая в результате реструктуризации и выхода на биржу доля в 1,5 % была срочно продана с небольшим дисконтом от рыночной оценки в 123 миллиона долларов. В сентябре в рамках вторичного размещения депозитарных расписок свои 5,7 % компании продал Григорий Фингер за 408 миллионов долларов.
В мае Юрий Мильнер передал пост главы совета директоров Mail.ru Group Дмитрию Гришину и покинул компанию, чтобы работать над международным фондом DST Global.
В марте 2012 года компания прекратила трансляцию рекламы в ICQ. Решение было представлено как стратегическое намерение холдинга диверсифицировать продукты, приносящие доход, и продукты, повышающие лояльность пользователей. А в декабре Mail.ru Group открыла брендированные точки бесплатного беспроводного доступа в интернет ICQ WiFi Free на базе сети хотспотов компании «Таском».
В июне Mail.ru Group перевела службу IP-телефонии Mail.ru Агента на сеть оператора междугородней и международной связи «Межрегиональный ТранзитТелеком».
В августе 2012 года Mail.ru Group объявила о выплате специальных дивидендов акционерам и участникам опционной программы. Компания впервые выплачивала дивиденды. Дивиденды Mail.ru Group в 795 млн — рекордная для международных интернет-компаний сумма. Для сравнения, в том же году Yahoo! Japan выплатила 243,9 млн $ дивидендов, китайская Tencent Holdings Equity — 178,1 млн.
В сентябре компания выпустила собственный веб-браузер «Амиго». Разработанный на основе проекта с открытым кодом Chromium, «Амиго» получил панель для доступа к «Одноклассникам», «ВКонтакте», «Моему миру» и Facebook и оповещения о новых письмах в почтовом ящике Mail.ru.
В сентябре «Одноклассники» вслед за другими структурами Mail.ru Group прекратили приём «Яндекс. Денег». При этом «Яндекс» позволил покупать «ОК-и», внутреннюю валюту социальной сети, через агрегатор платежей на собственном сайте.
В 2012 году компания начала фиксировать прибыль по зарубежным активам, являющимся для Mail.ru Group только финансовым вложением. Осенью компания сократила свои доли в Facebook, Groupon и Zynga до 0,52 %; 0,84 % и 0,16 % соответственно.

#### 2013
В течение года 1600 московских сотрудников Mail.ru Group переезжали в новый офис в 27-этажной башне SkyLight на Ленинградском проспекте. Отделка около 30 тысяч м² шла девять месяцев.
В конце февраля USM Holdings Алишера Усманова доразместил на бирже 7,4 % Mail.ru Group на 532,2 миллиона долларов, в результате чего доля USM Holdings в капитале компании сократилась с 25,3 до 17,9 %, а в голосующих акциях — с 60,6 до 58,1 %. Количество акций в свободном обращении превысило 43 %. В мае компания заработала на IPO Qiwi, продав 3 млн акций на 51,7 миллиона долларов, в результате чего её пакет сократился до 15,5 % акций и 19,8 % голосов. В июле-августе компания продала оставшиеся акции Facebook, полностью выйдя из капитала соцсети. За пакет в 14,2 миллиона (0,52 %) акций социальной сети Mail.ru Group выручила более 525 миллионов долларов. Наконец, в сентябре были проданы 45 % «Хабрахабра» его основателю.
Четырнадцатого августа стартовал проект «Добро Mail.ru», позволяющий сделать пожертвование в адрес российских благотворительных организаций, которые занимаются помощью детям, пожилым людям, людям в трудных ситуациях, бездомным животным, а также проектами по защите окружающей среды. В 2014 году Министерство экономического развития признало «Добро Mail.ru» лучшим проектом по развитию некоммерческих организаций и благотворительности.
В конце августа компания представила своё облачное хранилище «Облако Mail.ru» с 100 Гб бесплатного пространства. 21 ноября Mail.ru Group получила награду «Премия Рунета» в номинации «технологии и инновации» за «Облако Mail.ru для бизнеса».
По итогам августа, по оценкам ComScore, совокупная аудитория проектов компании превысила 100 миллионов уникальных пользователей
Двадцатого ноября компания сообщила об открытии офиса в Маунтин-Вью и запуске своего американского стартапа My.com. В портфолио новой компании — мобильные приложения для управления почтой (myMail) и общения с друзьями (myChat).
Второго декабря стало известно о закрытии с нового года крупнейшего в Рунете сервиса почтовых рассылок «Рассылки Mail.ru». По данным компании, сервисом пользовались 35 тысяч тематических рассылок и в сутки рассылалось более 25 миллионов писем.

#### 2014
В марте 2014 года Mail.ru Group приобрёл долю Ивана Таврина в социальной сети «ВКонтакте», которую тот ранее приобрёл у Павла Дурова. Объединив её с имевшимися у компании 39,99 % сети, Mail.ru Group получил контрольный пакет — 52 %. В сентябре холдинг купил 48 % социальной сети у фонда United Capital Partners, годом ранее объединившего доли сооснователей социальной сети Льва Левиева и Вячеслава Мирилашвилли. В результате этих сделок фонд консолидировал 100 % «ВКонтакте». Приобретение доли United Capital Partners обошлось Mail.ru Group в 1,47 миллиарда долларов. Компания потратила на сделку почти все имевшиеся наличные средства и привлекла четырёхлетний кредит Газпромбанка на 22,2 миллиарда рублей под 11,5 % годовых.
В первом квартале года Mail.ru Group нашла покупателя рекрутингового портала HeadHunter.ru — за 9,85 миллиардов рублей компанию собирался купить консорциум инвесторов, возглавляемый фондом «Эльбрус капитал». Однако сделка, запланированная на первый квартал следующего года, не состоялась.

#### 2015
В июле 2014 года Алишер Усманов стал контролирующим акционером Mail.ru Group, убедив Naspers конвертировать имеющиеся в распоряжении холдинга акции класса «А» в обычные акции. В последних числах июня 2015 года стало известно о планах Tencent и Naspers выйти из числа акционеров Mail.ru Group. Компании конвертировали все принадлежащие им обыкновенные акции компании в глобальные депозитарные расписки и получили возможность торговать ими на Лондонской бирже. В июле Naspers принял решение о закрытии другого российского актива — интернет-аукциона Molotok.ru, миноритарным акционером с долей которого была Mail.ru Group.

#### 2016
Ноябрь 2016: Mail.ru Group сообщила о приобретении за 100 млн долларов у немецкой компании Foodpanda 100 % Delivery Club — лидера отечественного рынка поиска и заказа готовой еды.
23 декабря 2016 года компания «МегаФон» объявила о планируемом приобретении 11,5 млн акций класса А и 21,9 млн обыкновенных акций Mail.ru Group у компаний, входящих в группу USM, за согласованное денежное вознаграждение в размере 640 миллионов долларов, подлежащих выплате в момент закрытия сделки, а также выплату отложенного платежа в размере 100 миллионов долларов через год после закрытия сделки.
В конце 2016 года Mail.ru Group вышел из проекта блог-платформы Diary.ru.

#### 2017
Апрель 2017: Mail.ru Group объявила о создании профильного инвестиционного подразделения Mail.ru Games Ventures. В его рамках компания планирует в течение ближайших двух лет инвестировать в российские и международные проекты в области игр и игровой разработки 100 млн долларов.
Май 2017: Mail.ru Group приобрела оставшиеся 90 % второго по величине игрока российского рынка доставки еды — компании ZakaZaka. Также компания купила у Rambler&Со ресурс Am.ru, один из крупнейших российских сайтов объявлений о продаже автомобилей.
Летом 2017 года компания представила собственную дизайн-систему Paradigm, которая разрабатывалась с 2012 года.

#### 2018
В начале 2018 года группа купила киберспортивный холдинг ESforce за 100 млн долларов, а в апреле запустила онлайн-сервис заказа лекарств «Все аптеки».
Февраль 2018: Mail.ru Games Ventures заключило сотрудничество с компанией Epic Games с целью оказания финансовой и экспертной поддержки перспективным студиям-разработчикам.
С февраля 2018 компания выделила в отдельное направление облачные решения для бизнеса — VK Cloud Solutions.
В апреле 2018 года Mail.ru Group запустила сервис по поиску и заказу лекарственных средств «Все аптеки». Выдача поиска лекарств осуществляется из предложенного ассортимента аптек, находящихся под управлением компании ПАО «Аптечная сеть 36,6» (бренды «36,6», «Горздрав», «А5», «Фармадар», «A.V.E.», «Старый Лекарь», «03» «Норма») и фармдистрибьюторов «Катрен» (сервис «Аптека. Ру»), ЦВ «Протек» (сервис «ЗдравСити»). На момент запуска сервис доступен на web-страницах, в будущем разработчики планируют выпустить мобильные приложения для iOS и Android.
10 октября 2018 года был представлен новый логотип Mail.ru, 15 октября аналогично был представлен новый логотип Mail.ru Group.
16 ноября Mail.ru Group получила около 18 % акций онлайн-сервиса такси «Сити-Мобил». Ранее сообщалось, что «Мегафон» и Mail.ru Group инвестируют в онлайн-сервис такси «Сити-Мобил» до $26 млн и могут получить суммарно до 57 % акций компании. «Мегафону» принадлежит 63,8 % голосующих акций Mail.ru Group (или 15,2 % уставного капитала). Доли участников в компании распределились таким образом: чуть менее 18 % у Mail.ru Group, чуть меньше 16 % у «Мегафона».
27 ноября 2018 года Mail.ru Group сообщила о разработке голосового помощника под рабочим названием — «Маруся» (запуск планировался на июль 2019). Компания также работает над акустической колонкой — домашним помощником собственного производства (запуск планировался на октябрь 2019).
Осенью 2018-го группа получила около 18 % акций онлайн-сервиса такси «Ситимобил» и договорилась с китайским интернет-гигантом Alibaba создать онлайн-ретейлера AliExpress Russia.

#### 2019
5 февраля 2019 года Mail.ru Group объявила о запуске своего нового браузера для Windows под названием «Atom», разработанный на базе открытой платформы Chromium.
30 мая 2019 года Mail.ru Group запустила игровой бренд под названием MY.GAMES для продвижения своих продуктов.
В июле 2019 года совместно со «Сбербанком» компания создала совместное предприятие в сфере цифровых технологий для рынка продуктов питания и транспорта «О2О Холдинг». В октябре 2021 года СП владело долями в Delivery Club (98 %), «Самокате» (85 %), «Кухне на районе» (85 %), r_keeper (99 %) и Performance Group (25 %), а также в «Ситимобиле» (97 %), «Ситидрайве» (77 %) и «2ГИС» (3 %).
22 августа 2019 года стало известно о приобретении Mail.ru Group совместно с Proxima Capital контрольной доли в каршеринге YouDrive (ООО «Новые транспортные системы»).
23 декабря 2019 года Mail.ru Group увеличила свою долю в образовательной компании Skillbox с 10 % до 60,33 %.

#### 2020
В начале года Mail.ru Group вошла в топ-3 самых успешных издателей приложений в Европе и стала единственной российской компанией в топ-10. Рейтинг составлен аналитической компанией App Annie.
В мае совместное предприятие Mail.ru Group и Сбербанка приобрело контрольный пакет акций в размере 75,6 % в сервисе экспресс-доставке продуктов «Самокат».
В июле Mail.ru Group объявила о начале торгов глобальных депозитарных расписок на Московской бирже. Бумагам компании присвоен тикер MAIL. В том же месяце Mail.ru Group приобрела 18,31 % акций образовательного сервиса SkillFactory.
В сентябре Mail.ru Group приобрела 45 % компании ООО «Препреп.ру», которой принадлежит онлайн-школа «Тетрика».
В октябре компания запустила цифрового ассистента для бизнеса — платформу на основе искусственного интеллекта, выполняющую роль секретаря.
В ноябре 2020 года Mail.ru Group продала сервис Maps.me компании Daegu Limited.
8 декабря 2020 года компания приобрела 25 % платформы для онлайн-обучения школьников «Учи.ру» за 3,75 млрд руб.
25 декабря было выпущено «суперприложение» на основе почтового сервиса. В нём были объединены почта, облачный сервис, аудио- и видеозвонки, голосовой помощник «Маруся», планировщик задач и календарь
29 декабря компания увеличила свою долю в образовательном проекте GeekBrains до 100 %.

#### 2021
В марте 2021 года Mail.ru Group совместно с компанией «Ростелеком» запустила образовательную платформу «Сферум», обеспечивающую коммуникационные возможности для дистанционного обучения. Платформа интегрирована с социальными сетями и государственными информационными системами.
В мае Mail.ru Group приобрела 100 % компании-разработчика облачной игровой платформы Playkey.
В июле компания выпустила новую версию умной колонки «Капсула» — «Капсула Мини».
В июле 2021 года Mail.ru Group дополнительно инвестирует $60,3 млн в «AliExpress Россия».

### VK (2021 — настоящее время)
2021
12 октября 2021 года Mail.ru Group объявила о ребрендинге, сменив название на VK. Часть дочерних компаний получит новые названия, так сервис объявлений «Юла» переименуется в «VK Объявления» в 2022 году.
В октябре 2021 года «Сбер» и VK доинвестировали в СП «О2О Холдинг» по 6,1 млрд рублей каждый. Доли обеих компаний остались без изменения — по 45,01 %. Общая сумма инвестиций в 2021 году составила 43 млрд рублей.
В ноябре 2021 года принадлежащая VK ООО «Мэйл.ру Цифровые Технологии» победила структуру «Ростелекома» в тендере на создание суперприложения госслужащего. Заявленная стоимость работ, в числе которых обеспечение госорганов ПО и автоматизированными рабочими местами, — 450,5 млн рублей.
2022
В августе «Сбер» и VK объявили о разделе «О2О холдинга», компания VK получила 100 % акций в Delivery Club который затем передала «Яндексу» в обмен на контентные платформы «Дзен» и «Новости».
26 сентября в App Store стали недоступны приложения экосистемы VK и mail.ru, в том числе «ВКонтакте», VK Музыка и «Почта Mail.ru». «Одноклассники» и мессенджер «ТамТам» остались доступны для установки и обновления. В Google Play никаких изменений не было обнаружено. Пресс-служба VK подтвердила, что удаление произошло не по решению самой компании, а по решению Apple. Apple оправдала это решение внесением глав компании в санкционный список Великобритании 2022 года. Однако 14 октября приложения вернулись в App Store.
27 сентября 2022 года VK объявила о продаже игрового подразделения My.Games за $642 млн.
7 октября 2022 года, дочерняя компания VK «ИТР» приобрела 87,2 % разработчика платформы интерактивных видео Movika.
В ноябре 2022 года нидерландская компания Prosus потеряла около $700 млн после полного списания своей доли в VK. Сделка была анонисирована в марте. В её результате все акции (27 %) были безвозмездно переданы компании VK. Та, с свою очередь, продала по рыночной цене весь пакет своему менеджменту за 24,8 миллиарда рублей. Холдинг Prosus объяснил своё решение тем, что глава VK Владимир Кириенко был включён в санкционные списки после вторжения России на Украину.
19 декабря 2022 года VK объявила о подписании договора о приобретении 51 % ООО «Медиум Кволити Продакшн», одного из лидеров по производству цифрового видеоконтента в СНГ.
В декабре 2022 года стало известно о том, что VK совместно с Sagrado Corp. инвестировала в перезапуск московского концертного клуба Stadium Live под собственным брендом. Точная сумма инвестиций не озвучивается официально, а по оценкам экспертов составляет 60-70 млн руб.
Под занавес года компания объявила о новых назначениях топ-менеджеров: Иван Мыздриков, вице-президент по развитию почтовых сервисов и магазина приложений, Александр Тоболь, вице-президент по технологиям и разработке и Рустам Хайбуллов, вице-президент по стратегическим проектам.
2023
В феврале 2023 года VK докупила 75 % образовательного портала «Учи.ру» за 8,7 млрд руб, консолидировав 100 % компании. В свою очередь, «Учи.ру» в декабре получила одобрение ФАС на покупку сети школ английского языка UFirst, которая является наследником школ English First.
В начале июля 2023 года одна из структур VK «VK цифровые технологии» получила контракт на автоматизацию работы чиновников. Проект включает в себя перевод российских госслужащих с Telegram на отечественные коммуникационные сервисы.
В декабре было объявлено о покупке за неназванную сумму 100 % долей в группе компаний YClients, крупнейшей российской платформе онлайн-записи и автоматизации бизнеса в сфере услуг. У компании в 2022 году было 37 тысяч клиентов из малого и среднего бизнеса.
2024
В феврале 2024 года компания объявила, что разработала собственную большую языковую модель (LLM). В частности, в её обучении использовались комментарии открытых групп «ВКонтакте». Первые генеративные возможности модели тестируются на сервисах Mail.
В мае 2024 года VK закрыла сделку по покупке билетного агрегатора Intickets. Компания получила 40 % акций платформы, являющейся подрядчиком московских музеев и театров.
В августе 2024 года компания запустила сервис для совместной работы «VK Доска», который является аналогом ушедшего из России «Miro». В октябре 2024 года вышла мобильная версия сервиса, обладающая полным функционалом.
29 августа 2024 года в VK сообщили о создании единого облачного хранилища для видео, объединяющего контент с «VK Видео», «Дзен» и «ОК.Видео». Объём хранилища составляет 1,5 млрд гигабайт, что делает его крупнейшим в России.
1 августа компанию покинула Инна Походня, вице-президент по маркетингу, пришедшая в компанию в 2022 и ранее занимавшая аналогичную должность в «Ростелекоме».
1 сентября компанию покинул создатель «VK Fest» Константин Сидорков, занимавший должность директора по музыкальным и событийным проектам. Позднее стало известно, что он перешёл в «Яндекс» на должность директора по работе с артистами.
3 октября компанию покинул Виктор Абрамов, занимавший должность директора музыкального сервиса «VK Records», ранее известный по работе с «Black Star» и «Respect Production». По ряду источников, возглавив лейбл в 2022 году Абрамов не смог выстроить его репутацию среди исполнителей. 9 октября его место занял Дмитрий Миловзоров, который до VK возглавлял концертное направление лейбла «Gazgolder» и отвечал за digital-промо артистов. В то же время креативным директором «VK Records» был назначен Эльман Зейналов, певец, продюсер и основатель «Raava Music», дистрибуцией которого VK занимается c 2022 года.
МУЗ-ТВ купила права на вещания шоу у VK Видео. Она транслирует шоу в вечернем блоке «VK Блок».
2025
25 марта 2025 года VK анонсировал запуск бета-тестирования цифровой платформы MAX, предназначенной для общения и решения повседневных задач.
28 марта Антон Фролов перешёл с должности вице-президента по AI, контентным и рекомендательным сервисам на должность  директор по технологиям (CTO).
23 мая вице-президент по развитию бизнеса и стратегии Максим Тадевосян перешёл на должность генерального директора новой структуры Softline «Фабрика ПО».
В июле 2025 года компания приобрела видеосервис «Viqeo» для рекламного усиления «VK Видео». Приобретенная платформа позволяет встраивать видео на другие сайты и сервисы.

## Активы
VK была сформирована на основе российских активов Digital Sky Technologies в 2010 году в рамках подготовки компании к первичному публичному предложению. Под управлением VK оказался операционный бизнес холдинга, а инвестиционные активы перешли к DST Global".
В сентябре 2023 года было объявлено о создании двух бизнес-групп, которые объединили ключевую часть продуктов и сервисов холдинга. Первую группу «Социальные платформы и медиаконтент» возглавил Степан Ковальчук, старший вице-президент VK по медиастратегии. Руководителем второй группы «Экосистемные и комплексные сервисы» стал Александр Айвазов, старший вице-президент VK по развитию бизнеса и инвестициям. Продукты и сервисы, которые не вошли в созданные бизнес-группы, продолжили развитие в своих подразделениях.
| Группа                                | Сервисы |
| ------------------------------------- | --- |
| «Социальные платформы и медиаконтент» | мессенджеры: «MAX», «ТамТам», «VK Мессенджер» социальные сети: «ВКонтакте», «Одноклассники», «Мой мир Mail.ru»; «Дзен», «VK Видео», «VK Клипы», «VK Музыка», «VK Знакомства» |
| «Экосистемные и комплексные сервисы»  | портал «Mail.ru» и магазин приложений «RuStore»; умные устройства VK Капсула и Маруся; игровое подразделение «VK Play»                                                       |

Другие подразделения и сервисы
- технологии для бизнеса VK Tech[246]
- образовательные технологии Skillbox, GeekBrains, Skillfactory, Lerna, Учи.ру, Умскул, Тетрика[247]
- сервис объявлений Юла
- сервис для видеоконференцсвязи Сферум
- сервис интерактивного видео Movika
- киберспортивный холдинг ESforce
- продюсерская компания Medium Quality[248][249]

Закрытые сервисы
- «ICQ» (1996—2024)
- «Софт Mail.ru» (2001—2014)
- «Агент Mail.ru» (2003—2024)
- «Поиск Mail.ru» (2004—2022)
- «Блоги Mail.ru» (2005—2014)
- «Фото Mail.ru» (2005—2014)
- «Игры Mail.ru» (2006—2023)
- «Амиго» (2011—2018)
- «Snapster» (2015—2017)
- «VK Работа» (2017—2022)
- «Pandao» (2018—2020)

## Собственники и руководство
В России компания зарегистрирована как ООО «ВК», которая через ООО «Компания ВК» на 99,99 % принадлежит международной компании ООО «ВК Эквити». Последняя принадлежит международной компании ПАО «ВК», зарегистрированной в особой экономической зоне на территории Октябрьского острова (Калининград). Конечными контролирующими акционерами являются Согаз и Газпромбанк, в свою очередь контролируемые Газпромом.

### Акционерный капитал
| Экономическая доля | Доля голосов | Акционер              | Примечание |
| ------------------ | ------------ | --------------------- | --- |
| 53 %               | 22,6 %       | В свободном обращении | Обыкновенные акции c 20 октября 2022 торгуются на Московской бирже под тикером VKCO                                                                      |
| 25,7 %             | 12,3 %       | АО «Сингулярити Лаб»  | Принадлежит менеджменту VK. Доля акций перешла после того, как интернет-компания Prosus (Naspers) бесплатно списала свой пакет акций в пользу VK.        |
| 9,5 %              | 4,5 %        | Alibaba Group         | Крупнейшим акционером китайской компании является инвестиционный холдинг SoftBank (23,9 %)                                                               |
| 7 %                | 3,3 %        | Tencent               | Крупнейшим акционером является холдинг Prosus, дочерняя структура Naspers (30,8 %).                                                                      |
| 4,8 %              | 57,3 %       | АО «МФ Технологии»    | Совладельцами АО «МФ Технологии», в свою очередь, являются: 45 % — Газпром-медиа (Газпром), 45 % — СОГАЗ (Газпром), 10 % — РТ-Развитие бизнеса (Ростех). |

### Руководство
Совет директоров
| ФИ                | Должность                      | Год         | Примечание                                                                   |
| ----------------- | ------------------------------ | ----------- | ---------------------------------------------------------------------------- |
| Владимир Кириенко | генеральный директор           | с 2021 года | бывший первый вице-президент Ростелеком (2016—2021)                          |
| Сергей Куприянов  | председатель совета директоров | с 2022 года | пресс-секретарь председателя правления Газпром Алексея Миллера (с 2003 года) |
| Ульяна Антонова   | неисполнительный директор      | с 2019 года | генеральный директор АО «МФ Технологии» (с 2019 года)                        |
| Антон Устинов     | неисполнительный директор      | с 2022 года | председатель правления Согаз (с 2016 года)                                   |
| Дмитрий Чудаков   | неисполнительный директор      | с 2022 года | директор юридической дирекции Газпром-медиа                                  |
| Михаил Гордин     | неисполнительный директор      | с 2022 года | ректор МГТУ им. Н. Э. Баумана (с 2022 года)                                  |
| Никита Анисимов   | независимый директор           | с 2022 года | ректор Высшей школы экономики (с 2021 года)                                  |
| Наталья Яковлева  | независимый директор           | с 2022 года | независимый директор Медиаскоп (принадлежит ВЦИОМ)                           |
| Александр Айвазов | исполнительный директор        | с 2022 года | старший вице-президент по инвестициям и развитию бизнеса VK (с 2022 года)    |
| Антон Мальгинов   | исполнительный директор        | с 2022 года | руководитель юридического департамента VK (с 2010 года)                      |

Высшее руководство
| ФИ                    | Должность                                                                        | Примечание                                |
| --------------------- | -------------------------------------------------------------------------------- | ----------------------------------------- |
| Степан Ковальчук      | старший вице-президент по медиастратегии и развитию сервисов (с 2022 года)       | бывший сотрудник Администрации президента |
| Александр Айвазов     | старший вице-президент по инвестициям и развитию бизнеса (с 2022 года)           | бывшие сотрудники Ростелеком              |
| Фарит Хуснояров       | вице-президент по развитию мессенджера (с 2022 года)                             | бывшие сотрудники Ростелеком              |
| Рустам Хайбуллов      | вице-президент по по стратегическим проектам (с 2022 года)                       | бывшие сотрудники Ростелеком              |
| Ирина Сиренко         | вице-президент по связям с государственными органами (с 2022 года)               | бывшие сотрудники Ростелеком              |
| Иван Мыздриков        | вице-президент по развитию почтовых сервисов и магазина приложений (с 2022 года) |                                           |
| Алексей Меркутов      | вице-президент по коммуникациям (с 2022 года)                                    | бывший сотрудник МТС                      |
| Мераб Гогичаты        | вице-президент по инфраструктуре (с 2023 года)                                   | бывший сотрудник банка Ак Барс            |
| Антон Карпов          | вице-президент по информационной безопасности (с 2023 года)                      | бывшие сотрудники Яндекс                  |
| Петр Попов            | вице-президент по рекламным технологиям (с 2023 года)                            | бывшие сотрудники Яндекс                  |
| Николай Дуксин        | вице-президент по музыкальным и видеосервисам (с 2024 года)                      | владелец лейбла Gazgolder                 |
| Анастасия Кучай       | вице-президент по персоналу (с 2024 года)                                        | бывший сотрудник Ozon                     |
| Елена Азаренко        | управляющий директор (с 2022 года)                                               | в компании с 2011 года                    |
| Светлана Борыславская | финансовый директор (CFO) (с 2022 года)                                          | в компании с 2009 года                    |
| Антон Фролов          | директор по технологиям (CTO) (c 2025 года)                                      | бывший сотрудник Яндекс                   |

## Финансовые показатели
Совокупный доход VK за 2019 год составил 87,6 млрд рублей (на 23 % выше по сравнению с 2018). Совокупная чистая прибыль за 2019 год составила 15,3 млрд рублей (на 1,4 % больше по сравнению с 2018).
Структура доходов в 2019 году
 онлайн-реклама (42 %) игры (32 %) платные сервисы (18,6 %) новые проекты (7 %)
42 % совокупного дохода принесла онлайн-реклама, 32 % — игровое направление, 18,6 % — дополнительные платные сервисы, 7 % — новые проекты. Значительный рост продемонстрировали направления онлайн-рекламы, онлайн-игр и социальных сетей. В частности, доход от иностранных пользователей онлайн-игр вырос на 68 %.
По итогам 2019 года группа компаний VK заняла второе место в рейтинге «20 самых дорогих компаний Рунета-2020», опубликованном журналом Forbes. Стоимость компании составила 5,285 млрд долларов.
В 2010 году VK разместила свои акции на Лондонской фондовой бирже, где они торгуются под тикером MAIL. Тогда общий объём размещения составил $912 млн. По состоянию на 20 октября 2020 года стоимость акции составляет около $29. Также 2 июля 2020 года депозитарные расписки VK размещены на Московской бирже: по состоянию на 20 октября 2020 года стоимость расписки составляет около 2290 рублей.
В 2023 году VK заняла пятое место в рейтинге самых убыточных российских компаний по версии Forbes. Её чистый убыток составил 34,3 млрд рублей. 
В апреле 2023 года Минфин за счёт ФНБ профинансировал покупку облигаций на тот момент убыточной компании на 60 млрд рублей.
Чистый убыток VK в 2024 году увеличился в 2,8 раза и составил почти 95 млрд рублей, чистый долг вырос до 174 млрд руб. Выручка VK в 2024 году выросла до 147,6 млрд рублей (+23% год к году). Большая её часть пришлась на онлайн-рекламу в соцсетях компании — 96,1 млрд рублей (+20% год к году).
В сегменте «Образовательные технологии» (включает «Учи.ру» и «Тетерику») выручка выросла на 83%, до 6,3 млрд рублей. «Технологии для бизнеса» (VK Tech) показали рост на 42%, до 13,6 млрд рублей, «Экосистемные сервисы и прочие направления» — на 9%, до 24,6 млрд рублей.
Операционные расходы группы увеличились до 152,6 млрд рублей, что на 25,8 млрд рублей больше, чем в 2023 году. Чистый убыток вырос в 2,8 раза и достиг 94,95 млрд рублей

### Рейтинговые оценки
В 2021 году рейтинговое агентство АКРА присвоило  группе Mail.ru рейтинговую оценку AA+(RU) со стабильным прогнозом. После переименования в VK рейтинг подтверждался в 2022 и 2023, в 2024 году был понижен до AA(RU), в 2025 - до A(RU).

## География
Центральный офис VK расположен в Москве, региональные — в Нижнем Новгороде, Санкт-Петербурге, Воронеже и Волгограде. За пределами России интересы компании представляют офисы в Риге, Маунтин-Вью и Амстердаме.
В конце 2015 года были закрыты все региональные офисы продаж медийной рекламы в России. Реструктуризация вызвана ростом продаж целевой рекламы в общем обороте. Таким образом, к концу 2015 года остались только офисы техподдержки и разработки, которые размещаются в Воронеже, Нижнем Новгороде и Санкт-Петербурге, а также офис Delivery Club в Волгограде.
В августе 2023 года акционеры и совет директоров компании утвердили редомициляцию VK в Россию с Британских Виргинских островов с местом нахождения в специальном административном районе на острове Октябрьский Калининградской области и названием: международная компания — публичное акционерное общество «ВК» (МКПАО «ВК»).

## Общественная деятельность

### Профессиональное сообщество
C 2010 по 2013 год VK ежегодно проводила технологический форум для представителей профессионального сообщества. Мероприятия в Москве состоялись в сентябре 2010, ноябре 2011, апреле и октябре 2012 и апреле 2013 года. Региональный форум в Нижнем Новгороде состоялся в декабре 2013 года.

### Образовательные проекты
VK открыла и развивает программы дополнительного IT-образования в пяти ведущих технических вузах России: Технопарк Mail.ru в МГТУ им. Н. Э. Баумана, Техносфера Mail.ru (ВМК МГУ), Технотрек Mail.ru (МФТИ), Технополис Mail.ru (СПбПУ) и Техноатом Mail.ru (МИФИ).
Разработано 67 дисциплин, которые ведут более 200 преподавателей — сотрудников компании. В год образовательные проекты VK охватывают около 2800 студентов. 442 выпускника успешно завершили курсы и работают в сфере IT. В среднем конкурс на поступление составляет девять человек на место.
Компания также развивает направление онлайн-обучения: на канале Технострим доступны бесплатные курсы по актуальным темам. Ежегодная аудитория составляет 50 000 человек. Уже 500 получили сертификат, выполнив итоговый проект. Также на канале доступно более 1100 часов образовательного видеоуроков, посвящённых Java, C/C++, базам данных, мобильной разработке, веб-технологиям, Linux, проектированию интерфейсов, безопасности и тестированию, управлению продуктом.
VK принадлежит контрольная доля GeekBrains — образовательной онлайн-платформы для программистов.
С 2016 года VK при поддержке Министерства просвещения РФ ежегодно проводит «День ИТ-знаний» — международную профориентационную бесплатную акцию для школьников. В рамках акции проводятся вводные лекции и занятия по современным ИТ-технологиям.

### Чемпионаты
VK ежегодно проводит шесть крупных чемпионатов. Всероссийский кубок по программированию Russian Code Cup проходит с 2011 года. В 2012 году прошли первый Russian Design Cup для проектировщиков и дизайнеров интерфейсов и первый Russian AI Cup для разработчиков искусственного интеллекта. C 2013 года VK организует конкурс для команд и индивидуальных разработчиков приложений Russian Developers Cup.
Специальный приз для финалистов Russain Developers Cup был учреждён Фондом развития интернет-инициатив: с 2014 года успешные команды получают приглашение в преакселератор фонда.
Компания также проводит чемпионат по машинному обучению и анализу данных ML BootCamp и студенческий конкурс инноваций «Техностарт».
Число участников соревнований уже превысило 150 000 человек.
Для школьников VK организует олимпиаду «Технокубок» (совместно с МГТУ и МФТИ) и «ИТМО ВКонтакте» — победа в них даёт дополнительные баллы при поступлении в вузы.

### Благотворительность
С 2013 года VK развивает платформу Добро Mail.ru, предназначенную для сбора пожертвований на различные российские благотворительные проекты на постоянной или разовой основе. Все размещаемые проекты проверяются компанией и публикуют официальные финансовые отчёты. Сервис «Маяк» позволяет найти нужный благотворительный фонд. За 2019 год через Добро Mail.ru было собрано больше 200 000 пожертвований на 76,4 млн рублей. За историю платформы успешно завершено больше 320 проектов.
В 2014 году Добро Mail.ru совместно с компанией «Нетология» запустили образовательный проект для инвалидов «Безграничные возможности». В том же году в рамках платформы запущен благотворительный сервис для компаний.
В 2016 году Добро Mail.ru совместно с фондом Общественное мнение провели исследование готовности россиян к благотворительности, вызвавшее общественный резонанс. В 2018 году было проведено исследование отношения россиян к бездомным животным.
Также в 2018 году запущена совместная с MCS акция по бесплатному предоставлению облачных ресурсов благотворительным организациям. В 2020 году запущена совместная с Облаком Mail.ru акция «Добрые гигабайты».

### День борьбы с кибербуллингом
VK запустила в 2019 году общественную инициативу — День борьбы с кибербуллингом — 11 ноября. Так компания решила привлечь внимание общественности к проблеме агрессивного поведения и травли людей в интернете. Это предложение было подкреплено результатами социологического исследования, согласно которому более половины российских интернет-пользователей сталкивались с проявлением агрессии в сети.
В 2020 году было проведено второе исследование, согласно которому около половины пользователей Рунета считают, что уровень агрессии в обществе вырос с начала пандемии COVID-19. Согласно тому же исследованию, примерно 60 % предпочтут не вступаться за жертву онлайн-травли. В качестве причин названо отсутствие личного знакомства с жертвой, нежелание вступать в публичные споры, опасение быть необъективным и боязнь тоже стать жертвой агрессии в сети. В 2020 году к проведению Дня борьбы с кибербуллингом присоединились свыше 30 компаний из сферы телекоммуникаций, программных технологий, розничной торговли и соцмедиа — ВКонтакте, Одноклассники, Yota, Билайн, Яндекс, Тинькофф, Мегафон, Microsoft, HeadHunter, М.Видео, Aliexpress Россия и другие. Символом акции стало изображение жёлтого сердца и хэштег #неткибербуллингу.

## Критика и скандалы
В 2023 году мировой суд Москвы оштрафовал VK на 60 тыс. рублей за утечку данных 3,5 млн пользователей Mail.ru.
В сентябре и начале октября 2024 года VK покинули несколько сотен человек, а всего компания собирается уволить, по некоторым оценкам, до пары тысяч сотрудников. Среди ушедших — те, кто получил низкие результаты по итогам performance review (оценки производительности сотрудников), а также работники юнитов, которые холдинг решил закрыть. При этом руководство не проводит никаких собраний, касающихся ситуации, внутри компании, а раздел корпоративного сайта с информацией о сотрудниках, кто прекратил или начал работу в компании, с начала октября недоступен.